# Oclusiva labiodental sorda
La oclusiva labiodental sorda es un sonido consonántico producido como una [p], pero con el labio inferior tocando los dientes superiores, como en [f]. Puede ser representada en el AFI como [p̪], aunque a veces puede representarse como [ȹ].
La oclusiva labiodental sorda no se conoce como fonémico en ningún idioma. No obstante, éste aparece alófonamente, es difícil de encontrar idiomas donde el sonido aparezca totalmente como fonema por su similitud con [p].El dialecto xinkuna del tsonga tiene africadas, [p̪͡f] y [b̪͡v], (que es [ȹ͡f] y [ȸ͡v]), que a diferencia de la bilabial-labiodental africada [p͡f] del alemán es totalmente labiodental.

## Características
- Su modo de articulación es oclusivo o plosivo, que significa que se obstruye el aire en el tracto vocal.
- Su lugar de articulación es labiodental, que significa que es articulado con el labio inferior y los dientes superiores.
- Su fonación es sorda, que significa que se produce sin hacer vibrar las cuerdas vocales.
- Es una consonante oral, que significa que el aire escapa por la boca.
- Es central lo cual significa que el aire escapa por medio de la lengua, no por los lados.
- Es pulmónica, lo cual significa que el aire sale de los pulmones, no del glotis ni de la boca.
- A pesar de ser oclusiva, produce una oclusión menos significativa que otras consonantes, tiene un escape de fricción similar a [f].[1]